# ديزاوية
الديزاوية (الاسم العلمي: Diseae) هي قبيلة من النباتات تتبع الفصيلة السحلبية من رتبة الهليونيات.

## تحت قبائل الديزاوية
- الديزينة
  - الديزة
- الكريكيونينة
  - الكريكيون
- الستيريونينة
  - الستيريون